# Schwarzblut
Schwarzblut — даркуейвовий квінтет з Нідерландів, музику якого можна охарактеризувати як поєднання андеграундної електроніки (в основному це дарк-електро та ЕВМ з періодичними вставками синт-гота), хорового та оркестрового семпліювання, з одного боку, «живого» жіночого і дісторшірованного чоловічого вокалу, з іншого боку.

## Gebeyn Aller Verdammten
Що стосується семантики, то альбом розглядає питання вічних людських спокус і гріхів, використовуючи тексти поетів і філософів сімнадцятого, вісімнадцятого і дев'ятнадцятого століть — Артура Шопенгауера, Фрідріха Теодора Фішера, Моріца Графа фон Штрахвітца та ін.